# Leptogenys humiliata
Leptogenys humiliata é uma espécie de formiga do gênero Leptogenys, pertencente à subfamília Ponerinae.